# Malatíny
Malatíny (in ungherese Hárommalatin) è un comune della Slovacchia facente parte del distretto di Liptovský Mikuláš, nella regione di Žilina.